# Katastrofa tramwajowa w Wałbrzychu
Katastrofa tramwajowa w Wałbrzychu – katastrofa, do której doszło w poniedziałek 9 marca w 1959 roku około godz. 7:30. W tramwaju linii nr 5 zjeżdżającym stromą ul. Świerczewskiego (obecnie jest to ulica Piłsudskiego) niespodziewanie doszło do spalenia opornicy, wskutek czego przestały działać hamulce elektryczne. Motorniczy nie zdążył uruchomić hamulców ręcznych, prawdopodobnie ze względu na błyskawiczne tempo sytuacji. Rozpędzony tramwaj zjeżdżał w dół ulicy Piłsudskiego, następnie wypadł z szyn i uderzył w okno witrynowe dawnego Domu Turysty, położonego przy placu Tuwima nr 1.

## Ofiary śmiertelne
W wypadku zginęły dwie kobiety – 50-letnia Helena Włodarczyk i 28-letnia Sabina Zielińska. Młodsza z ofiar była matką pięciorga dzieci w wieku od 5 miesięcy do 8 lat.

## Osoby ranne
Na skutek wypadku rannych zostało 21 osób. Najmłodszą z poszkodowanych osób była czteroletnia dziewczynka. Na szczęście obrażenia odniesione przez większość osób były niegroźne i po udzieleniu pomocy w szpitalu, zostały wypisane do domów.
Motorniczy tramwaju, Jan Moczadłowski został ciężko ranny. Lekarzom po długotrwałej interwencji medycznej udało się uratować życie maszynisty. Po powrocie do zdrowia i odzyskaniu sprawności fizycznej, ze względu na traumę jaką przeżył tego dnia, motorniczy nie wrócił już do pracy w MPK. Z informacji pochodzących od jego znajomych wynika, że wyprowadził się z Wałbrzycha.

## Informacje dodatkowe
Wypadek miał istotny wpływ na dalszą przyszłość tramwajów w Wałbrzychu. Dwa miesiące po wypadku Ministerstwo Gospodarki Komunalnej przydzieliło Wałbrzychowi 4 nowe trolejbusy. 30 września 1966 roku zjechał ostatni tramwaj, a w całym mieście została zlikwidowana komunikacja tramwajowa. Zastąpiły ją trolejbusy i autobusy.